# 빗추정
빗추정(備中町)은 오카야마현의 중앙부 (가와카미군)에 위치했던 정이다. 현재는 합병으로 다카하시시가 되어있다.

## 역사
- 1889년 6월 1일 - 정촌제 시행에 의해 가와카미군 도미야촌, 히라카와촌, 유노촌이 성립하였다.
- 1956년 9월 30일 - 가와카미군 도미야촌, 히라카와촌, 유노촌이 합병해 빗추정이 되었다.
- 2004년 10월 1일 - 다카하시시, 가와카미군 나리와정, 가와카미정, 우칸정과 대등 합병해 다카하시시가 되었다. 동일 우칸정은 폐지되었다.